# Trois Peupliers dans la rue Pliouchtchikha
Pour plus de détails, voir Fiche technique et Distribution.
Trois Peupliers dans la rue Pliouchtchikha (Три тополя на Плющихе) est un film soviétique réalisé par Tatiana Lioznova, sorti en 1967,. Ce film a été un succès au box-office (26 millions de spectateurs en URSS).

## Synopsis
Nioura vit à la campagne avec son mari, batelier, et ses deux enfants. Très occupée par les travaux de la ferme, elle est sujette à des cauchemars, mettant notamment en scène ses beaux-parents décédés. Un jour, elle se rend en train à Moscou avec une énorme valise pleine de viande de porc qu'elle compte vendre au marché. Elle souhaite aussi faire quelques achats en ville pour sa famille. A son arrivée, elle prend un taxi devant la gare pour se rendre chez la sœur de son mari, rue Pliouchtchikha, chez qui elle va loger. Pendant le trajet, une conversation animée s'engage avec le sympathique chauffeur de taxi, qui l'invite au cinéma le soir même. A l'heure dite, Nioura ne se rend pas au rendez-vous. Cette rencontre, bien que sans lendemain, va changer son regard sur elle-même, sur sa vie et sur les autres.

## Fiche technique
- Réalisation : Tatiana Lioznova
- Scénario : Aleksandr Borchtchagovski
- Photographie : Piotr Kataev
- Musique : Aleksandra Pakhmutova
- Décors : Sergueï Serebrennikov
- Montage : Ksenia Blinova

## Distribution
- Tatiana Doronina : Nioura (Anna)
- Oleg Efremov : Sacha, chauffeur de taxi
- Viatcheslav Chalevitch : Grigori (mari de Nioura)
- Alevtina Roumiantseva : Nina (sœur de Grigori)
- Nikolaï Smirnov : Egor
- Valentina Teleguina : Fedossia Ivanovna
- Gueorgui Svetlani : le berger
- Viktor Sergatchev : le fiancé de Nina
- Valentin Petchnikov : le conducteur du camion
- Khikmat Latypov : Sadyk
- Anna Volguina : la mère de Grigori
- Nikolaï Gladkov : le père de Grigori
- Alekseï Mironov : un passager
- Valia Belykh : Galia (fille de Nioura)
- Yakov Lents : le vieil homme dans la queue au cinéma (non crédité)
- Nikolaï Youdine : le passager avec des lunettes (non crédité)
- Artur Nichtchenkine : (crédité mais absent du film)